# Apantle

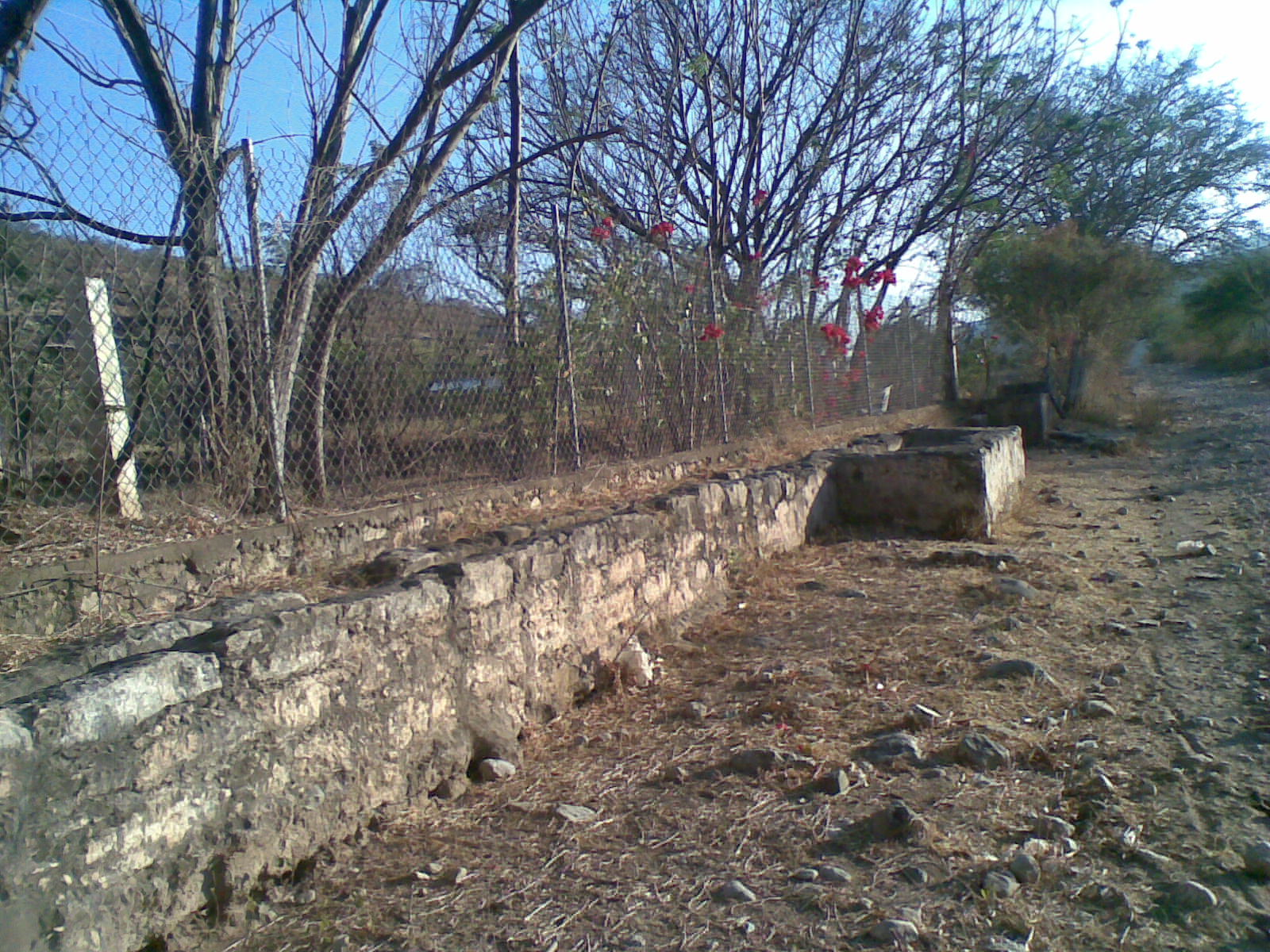
Apantle en Apango, México.

Un apantle es una zanja o canal por donde se conducen las aguas para regar y para otros fines. Existe uno en la pequeña localidad de Apango como los que existen en Madeira llamados levada que servían para llevar agua a la pila que se encontraba en el centro del entonces pequeño pueblo.

## Limpieza del apantle
Se limpia con los llamados "atopiles" que limpiaban desde cerca de atliaca hasta el pueblo.
La utilidad que se le daba al apantle era de llevar agua y dar de tomar agua a los animales.
En la actualidad sólo quedan restos en ruinas del antiguo apantle de Apango pero hay gente que pide al presidente municipal (año 2008) que restaure el apantle ya que da el nombre al pueblo de apango y está en el escudo del municipio. 
Es el único tipo de acueducto que existe en el municipio de mártir de cuilapan.

## Existencia de otros
En muchos lugares de México existen otros de mayor importancia que este.
Por ejemplo, el que se encuentra en el Parque nacional Desierto de los Leones dentro del exmonasterio de los frailes carmelitas descalzos, fundado en 1604 y el de Ticumán, una de las Haciendas azucareras en el estado de Morelos, donde aún está en funcionamiento.